# Квинт Цецилий Метелл (консул 206 года до н. э.)
Квинт Цеци́лий Мете́лл (лат. Quintus Caecilius Metellus; умер после 179 года до н. э.) — древнеримский военачальник и государственный деятель, консул 206 года до н. э, диктатор в 205 году. В 221 году произнёс погребальную речь над телом отца, которая является древнейшим из частично сохранившихся памятников латинской прозы. Участвовал во Второй Пунической войне; в частности, сражался при Метавре в 207 году. Возглавлял в сенате «партию» Публия Корнелия Сципиона Африканского. После Ганнибаловой войны только эпизодически упоминается в источниках.

## Происхождение
Квинт Цецилий принадлежал к плебейскому роду Цецилиев, происходившему, согласно более поздним генеалогическим легендам, от сына бога Вулкана Цекула, основателя города Пренесте, или от спутника Энея по имени Цека. Его дедом, вероятно, был Луций Цецилий Метелл Дентер, консул 284 года до н. э., а отцом — Луций Цецилий Метелл, консул 251 и 247 годов до н. э. и великий понтифик на протяжении 22 лет (243—221 годы до н. э.). Антиковед Г. Самнер предполагает, что именно заслугам отца Квинт Цецилий был обязан своей быстрой и блестящей карьерой (за четыре года он прошёл cursus honorum от курульного эдила до консула и диктатора). Братьями Квинта были Луций, народный трибун в 213 году, и Марк, претор в 206 году. При этом Квинт Цецилий, скорее всего, не был старшим сыном.

## Биография
Рождение Квинта Цецилия в историографии датируют предположительно 237 годом до н. э. Он впервые упоминается в источниках в связи с событиями 221 года до н. э., когда умер его отец. Квинт Цецилий произнёс над его телом погребальную речь. В 216 году до н. э. он стал членом коллегии понтификов после смерти Публия Скантиния. В 209 году до н. э. Метелл был плебейским эдилом (в энциклопедии «Паули-Виссова» его называют народным трибуном этого года, вопреки указаниям Тита Ливия), а в 208 году — курульным эдилом. В 207 году до н. э. Квинт Цецилий служил легатом в войске Гая Клавдия Нерона, разгромившего Гасдрубала Баркида при Метавре, и стал одним из послов, возвестивших Риму об этой громкой победе.
В том же году Марк Ливий Салинатор, избранный диктатором для проведения выборов, назначил Метелла начальником конницы. Одним из победителей этих выборов стал сам Квинт Цецилий, получивший консульство вместе с патрицием Луцием Ветурием Филоном (ещё одним вестником победы при Метавре). Провинцией для обоих консулов стал Бруттий. Обстановка здесь была настолько спокойной, что сенат даже предложил Метеллу и Филону побуждать народ возвращаться к работе на земле. Консулы предприняли поход на Консенцию, разграбили её окрестности, а на обратном пути отбили нападение бруттиев и нумидийцев и прошли через Луканию, которая в результате признала власть Рима.
В 205 году до н. э. полномочия Метелла в Южной Италии были продлены. В конце этого года консул Публий Лициний Красс Див назначил его диктатором для проведения выборов. В дальнейшем Квинт Цецилий находился в Риме и возглавлял в сенате «фракцию», поддерживавшую Публия Корнелия Сципиона. Когда «отцы» обсуждали бесчинства сципионовского легата Квинта Племиния в Локрах и прозвучало требование лишить Публия Корнелия его полномочий, Метелл предложил направить на место событий комиссию, которая бы во всём разобралась. Он сам стал участником этой комиссии, в конце концов оправдавшей Сципиона и разрешившей ему отправляться с войском в Африку (204 год до н. э.). В 201 году до н. э., когда война закончилась, Квинт Цецилий стал одним из децемвиров, занимавшихся наделением ветеранов землёй.
В течение последующих двадцати лет Квинт Цецилий только изредка упоминается в источниках. Так, в 193 году до н. э. он участвовал в сенате в обсуждении конфликта между консулом Луцием Корнелием Мерулой и легатом Марком Клавдием Марцеллом.
В 185—184 годах до н. э. Метелл входил в состав посольства, направленного на Балканы для разрешения местных территориальных споров. Легаты заставили македонского царя Филиппа V отказаться от захватов в Фессалии, Перребии и Фракии; при этом сам царь в своём более позднем обращении к сенату назвал Метелла в связи с этими событиями «откровенно пристрастным». Затем Квинт Цецилий и другие послы побывали в Пелопоннесе, где вмешались в распрю между Ахейским союзом и Спартой.
Последнее упоминание Метелла относится к 179 году до н. э., когда он сразу после избрания цензорами Марка Эмилия Лепида и Марка Фульвия Нобилиора, враждовавших друг с другом, потребовал от них немедленного примирения.

## Интеллектуальные занятия
Цицерон сообщает, что Квинт Цецилий «слыл оратором». Такая репутация закрепилась за Метеллом благодаря погребальной речи, произнесённой им над телом отца. Эту речь, ставшую древнейшим из частично сохранившихся памятников латинской прозы, цитирует в своей «Естественной истории» Плиний Старший: «Он стремился быть в числе первых воителей, быть превосходным оратором, доблестным полководцем, под чьим руководством совершались бы величайшие подвиги, пользоваться величайшим почетом, обладать высшей мудростью, стоять по общему признанию во главе сената, приобрести честным путем большое состояние, оставить множество детей и стяжать славу среди сограждан». Валерий Максим цитирует другую речь Квинта Цецилия, произнесённую по окончании Второй Пунической войны, в которой оратор высказывает предположение, что разгром Карфагена принесёт Риму больше вреда, чем пользы.

## Потомки
Сыновьями Квинта Цецилия были Квинт Цецилий Метелл Македонский (консул 142 года до н. э.) и Луций Цецилий Метелл Кальв (консул 141 года до н. э.).